# Grabowskia boerhaviifolia
Grabowskia boerhaviifolia ist eine Pflanzenart aus der Gattung Grabowskia in der Familie der Nachtschattengewächse (Solanaceae).

## Beschreibung
Grabowskia boerhaviifolia ist ein bogenförmig verzweigender Strauch mit Wuchshöhen von 1,5 bis 2 m. Seine Laubblätter werden 1,5 bis 3,5 (selten bis 4) cm breit und sind eiförmig oder fast rund und oftmals kurz zugespitzt.
Die Blüten stehen in kurzen Doldenrispen oder Büscheln. Der Kelch ist etwa 4 mm lang, auf der nahezu abgeschnittenen Kelchröhre sitzen fünf spitze Kelchzähne. Die Krone ist etwa 10 mm lang und violett oder weiß gefärbt. Der Kronschlund ist behaart und mit gelblichen oder grünen Adern gezeichnet. Die Kronlappen sind zurückgebogen. Die Staubblätter stehen über die Krone hinaus.
Die Frucht ist eine orange Beere, die 7 bis 8 mm lang wird.

## Vorkommen
Die Art kommt in Mexiko, auf den Galapagos-Inseln, in Peru, Chile, Bolivien und dem westlichen Argentinien vor.

## Systematik
Molekularbiologische Untersuchungen platzieren die Art mit den anderen Vertretern der Grabowskia in eine Klade, die innerhalb der Gattung Lycium als Schwesterklade zu einer Klade mit den Arten Lycium cooperi, Lycium macrodon, Lycium pallidum, Lycium puberulum und Lycium shockleyi steht, wodurch die Gattung der Bocksdorne (Lycium) nicht als monophyletisch gilt.

## Belege